# Ogura Tetsuya
Tetsuya Ogura (sinh ngày 26 tháng 8 năm 1970) là một cầu thủ bóng đá người Nhật Bản.

## Sự nghiệp câu lạc bộ
Tetsuya Ogura đã từng chơi cho Gamba Osaka.

## Thống kê câu lạc bộ

### J.League
| Đội         | Năm       | J.League | J.League | J.League Cup | J.League Cup | Tổng cộng | Tổng cộng |
| Đội         | Năm       | Trận     | Bàn      | Trận         | Bàn          | Trận      | Bàn       |
| ----------- | --------- | -------- | -------- | ------------ | ------------ | --------- | --------- |
| Gamba Osaka | 1993      | 0        | 0        | 0            | 0            | 0         | 0         |
| Gamba Osaka | 1994      | 6        | 0        | 0            | 0            | 6         | 0         |
| Tổng cộng   | Tổng cộng | 6        | 0        | 0            | 0            | 6         | 0         |